# ۱٬۲-بنزوکینون
۱٬۲-بنزوکینون (به انگلیسی: 1,2-Benzoquinone) با فرمول شیمیایی C6H4O2 یک ترکیب شیمیایی با شناسه پاب‌کم 6931238 است. که جرم مولی آن ۱۰۸٫۰۹۶۴ گرم بر مول می‌باشد. 